# École des Roches
Die École des Roches ist eine französische Schule mit Internat, die 1899 Edmond Demolins westlich von  Verneuil-sur-Avre in der Normandie gegründet hat.
Das Motto der École des Roches lautete: „Bien armés pour la vie“, sie verfolgt ein reformpädagogisches Schulkonzept, beeinflusst durch Adolphe Ferrière und Gustave Monod, und steht in der Tradition der englischen Landerziehungsheime Abbotsholme und Bedales. Sie ist koedukativ und unterrichtet von der Maternelle, bis zum Lycée. Die Schule bietet auch die Möglichkeit des Abibac, und der Vorbereitung auf die elitären Grandes écoles Frankreichs an.
Die Schule ist heute eine exklusive Einrichtung, international angelegt und wendet sich an eine Elite unter den Eltern – sie ist stolz zu ihren Ehemaligen die Kinder der Familien Habsburg, de Rothschild, Peugeot, Taittinger oder die El Glaoui-Prinzen aus Marokko zu zählen. In den Jahren 1982 bis 1983 war auch der spätere dänische König Frederik X. Internatsschüler an der École des Roches.